# Antrodiaetus ashlandensis
Antrodiaetus ashlandensis är en spindelart som beskrevs av Cokendolpher, Peck och Christine G. Niwa 2005. Antrodiaetus ashlandensis ingår i släktet Antrodiaetus och familjen Antrodiaetidae. Inga underarter finns listade i Catalogue of Life.